# Maaike Neuville
Maaike Neuville (Leuven, 16 augustus 1983) is een Belgische theater- en filmactrice, filmregisseur en auteur.
In 2005 verwierf Neuville de titel van Meester in de dramatische kunst, aan de Studio Herman Teirlinck.

## Biografie

### Carrière
Voor haar opleiding speelde ze al met Thespikon (het jongerenatelier van het Sint-Pieterscollege, Leuven), bij de amateurtoneelvereniging De Reynaertghesellen (Leuven) en bij BRONKS in Antigone en Creditcard called life: 16. Tijdens haar studies had ze een gastrol in de politieserie Rupel en stond ze op de planken met Smeltende gedachten (van Hanneke Paauwe, Villanella/BRONKS).
Na haar studies stond ze in het theater met Rendez-Vous, Miss Moskou & De potloodmoordenaar (van Hanneke Paauwe, kunstencentrum Villanella) en Stukken (theater Tg STAN). Samen met Michael Pas werkte ze voor Jeugd en Muziek het project Frulla Baas uit, muziekeducatie waar Wolfgang Amadeus Mozart wordt ontdekt aan de hand van zijn brieven gericht aan zijn nicht Frulla Baas (Maria Anna Thekla).
Haar eerste filmrol was een hoofdrol als Charlotte in De Indringer (2005). Daarna volgden Ik omhels je met 1000 armen, Gevangen, Droomtijd en Of Cats & Women. In 2009 werd Dirty Mind uitgebracht waarin ze de rol van Kiki speelt.  In 2011 was ze te zien in de film Code 37 naar de gelijknamige televisieserie. In 2012 was ze Elke, een van de vier vriendinnen in Weekend aan Zee.
In 2010 beleefde zij haar filmregiedebuut met de kortfilm Terug weg, met Katelijne Damen en Frank Vercruyssen. De film gaat over de onmogelijke liefde tussen een man en een vrouw. Hetzelfde jaar was ze ook naakt te zien de videoclip voor Tom Helsens single Faithful. In 2013 kreeg haar tweede kortfilm Sonnet 81 de debuutprijs op het Internationaal Kortfilmfestival Leuven.
Op televisie kreeg ze bijrollen in de dramaseries Katarakt en De Smaak van De Keyser op de zondagavond van Eén. In 2009 volgde de rol van winkelhulp Anke Reyniers in de tragikomische serie Van vlees en bloed, en een gastrol in Witse. In 2010 was ze te zien als Naomi in De Rodenburgs en had ze ook een bijrol in Dubbelleven. In 2012 vertolkte ze een hoofdrol in de VTM-serie Clan als Rebekka, de jongste van de vijf zussen.
In datzelfde jaar kreeg ze ook een belangrijke naaktrol te pakken in de internationale coproductie Goltzius and the Pelican Company van regisseur Peter Greenaway.
Als reporter debuteerde ze in het reality- en reis-televisieprogramma uit 2014 van De chinezen, Manneken Pis.
In 2017 draaide ze haar eerste kortfilm als regisseur, Perfect Darkness. De film werd genomineerd voor een Ensor.
In 2018 speelde ze mee in De Dag als Freya Van Landschoot.
Ze speelde de hoofdrol in de eerste Vlaamse zombiefilm "Yummy".
In 2021 won ze de Ensor in de categorie Beste actrice in een film voor haar rol in All of Us op het Gala van de Ensors.
Neuville debuteerde in 2023 met de roman 'Zij'. 

### Persoonlijk
Maaike Neuville is de jongere zus van Elke Neuville, tv-maakster en mede-oprichtster van productiehuis De chinezen. Ze is getrouwd met Bas Devos. Samen hebben ze een dochter, geboren in 2015.

## Filmografie
- 2022 : De Bunker (seizoen 2) , als De Pauw Marieke / Ben Saleh Malika
- 2021: The Croods: A New Age, als Eep (stem)
- 2021: Bovary: als Emma Bovary (verfilming van het gelijknamige theaterstuk van de KVS)
- 2020-2021: Red Light, als Evi
- 2019: Yummy, als Alison
- 2019: Ghost Tropic, als bediende van benzinestation
- 2019: All of us, als Cathy
- 2019: De Twaalf, als Delphine Spijkers
- 2018: De Dag, als Freya Van Landschoot
- 2017: Zagros, als Lore
- 2013: Let Me Survive, als Christina
- 2012: Clan (televisieserie), als Rebekka Goethals
- 2012: Goltzius and the Pelican Company, als Isadora
- 2012: Nono, het zigzagkind, als bankmedewerker
- 2012: Code 37 (televisieserie, 2 afleveringen), als Roos De Vlieger
- 2012: Weekend aan zee, als Elke
- 2012: The Croods, als Eep (stem)
- 2011: Code 37 (film), als Roos De Vlieger
- 2011: MONSTER!, als Jesse Jane
- 2010-2011: De Rodenburgs, als Naomi Bisschops
- 2010: Dubbelleven (Vlaamse televisieserie)
- 2009: Witse, als Lore De Ridder
- 2009: Avec ma mère à la mer, als Ilse
- 2009: Jes, als vriendin van Jean-Luc
- 2009: Van vlees en bloed, als Anke Reyniers
- 2009: Dirty Mind (film), als Kiki
- 2008: De Smaak van De Keyser, als jonge Anna
- 2008: Get Born, als Maïté
- 2008: Katarakt (televisieserie), als Saartje Hendrickx
- 2006: Willy's en Marjetten, als Liselotje (aflevering 10)
- 2006: Ik omhels je met 1000 armen, als Gulpje
- 2006: Dennis Van Rita, als Delphine
- 2005: De Indringer, als Charlotte
- 2004: Rupel (televisieserie), als Lisa Tuppens
- 2003: Dennis (televisieserie), als Liselotte

- Gemeinsame Normdatei: 1302204289
- International Standard Name Identifier: 0000 0003 8822 7885
- Nederlandse Thesaurus van Auteursnamen: 303017619
- Virtual International Authority File: 281327029
- WorldCat: E39PBJrrq6FGjTmgYYV9fpM3wC